# إصلاحات ماريوسية
كانت الإصلاحات الماريوسية عبارة عن تغييرات مفترضة في بنية وعمل الجيش الروماني خلال أواخر عهد الجمهورية الرومانية، والتي عادةً ما نسبت إلى غايوس ماريوس (وهو جنرال شغل منصب القنصل في عام 107، وخلال الفترة الممتدة من عام 104 حتى عام 100، وفي عام 86 قبل الميلاد). ارتبطت أهم تلك التغييرات المفترضة بتعديل الخلفية الاجتماعية والاقتصادية للعسكر. وكان من المفترض أن تشمل التغييرات الأخرى الإعلان عن استحداث الكتائب الرومانية، وإنشاء نسق واحد من قوات المشاة الثقيلة بمعدات موحدة، واعتماد ساريات النسر، وحل سلاح الفرسان المدني. سرى الاعتقاد القائل أن ماريوس غير الخلفية الاجتماعية والاقتصادية للجنود من خلال سماحه للمواطنين الذين لم يكن لديهم أملاك، بالالتحاق في صفوف الجيش الروماني، وهي عملية عرفت باسم «التحول إلى الفئة العاملة». وكان من المفترض أن يؤدي ذلك إلى خلق طبقة شبه متمكنة من العسكر، مدفوعةً بالحصول على هبات الأراضي، وبدورهم أضحى هؤلاء عملاء لقادتهم الذين استخدموهم للإطاحة بالجمهورية في ما بعد.
ظهر الاعتقاد بوجود خطة إصلاحية متكاملة تحت قيادة ماريوس في الدراسات الألمانية خلال أربعينيات القرن التاسع عشر، إذ افترضت أن جميع التغييرات الطارئة على الجيش الروماني ما بين عهدي بوليبيوس وماريوس ترجع إلى حدث إصلاحي واحد. انتشر هذا الاعتقاد دون أن يواجه انتقادات كبيرة نسبيًا، ولاقى قبولًا كحقيقة مثبتة إلى حد كبير بحلول خمسينيات القرن التاسع عشر وخلال معظم القرن العشرين. غير أنه لا يوجد الكثير من الأدلة القديمة التي تشير إلى حصول تغير دائم أو هام في ممارسات التجنيد خلال عهد ماريوس. لم يعد هناك قبول واسع لفكرة حدوث إصلاحات متكاملة مماثلة تحت قيادة ماريوس بين أولي الاختصاص. وفي القرن الحادي والعشرين، أشار الباحثون إلى هذه الإصلاحات باعتبارها «واحدةً من بنى الدراسات الحديثة».
كذلك رفض جل الباحثون فكرة إقرار ماريوس لعدد من الإصلاحات الأخرى الخاصة بعمليات الجيش ومعداته. ولا يستند سوى بعضها القليل على أدلة قديمة وأثرية. أما بعضها الآخر فتأريخه أو نسبه مغلوط. طرأ على الجيش الروماني عدة تغييرات بدءًا من أواخر عهد الجمهورية في وقت لاحق (خلال الحرب الاجتماعية وعقب الحروب الأهلية وليس في أواخر القرن الثاني قبل الميلاد)، والتي كانت وليدة الظروف، ولم تكن نابعة من رؤية إصلاحية ماريوسية.

## خلفية تاريخية
كان الجيش الروماني يعتمد من الناحية التقليدية على التجنيد الإجباري من الطبقات الخمس الأولى المؤلفة للتعداد السكاني. كانت تلك الطبقات موزعة بترتيب تنازلي من حيث الثروة، ووزع المواطنين على واحدة من الوحدات المائة المشكلة لجمعية الوحدات الانتخابية. عرف هؤلاء المواطنون باسم الأوفياء. كان المواطنون الذين يمتلكون قدرًا أقل من الثروة المطلوبة للانتماء إلى الطبقة الخامسة يحملون اسم كابيته تشيسي (وتعني حرفيًا المعدودين بالرأس) أو بروليتاري. جمِع هؤلاء المواطنون الأقل ثراءً ضمن وحدة انتخابية واحدة أدلت بصوتها بعد الآخرين. بموجب هذا النظام، كان البروليتاري معفيين من التجنيد إلا في الحالات التي أعلنت فيها حالة الطوارئ، والمعروفة باسم تمولتوس. وكذلك جند أفقر فقراء الشعب. سجلت أول حالة استدعاء موثقة لطبقة البروليتاري في وقت ما خلال القرن الرابع. إذ تزودوا بالسلاح على نفقة الدولة في عام 281 ق.م، وهو ما ارتبط على الأرجح باندلاع الحرب البيروسية.
كان المؤرخون خلال معظم القرن العشرين يظنون أن مؤهلات المِلكية الفاصلة ما بين الطبقات الخمس وطبقة كابيته تشيسي قد خفضت على مدار القرن الثاني إلى حدود قابلة للإهمال، وذلك بسبب النقص في أعداد المجندين. بيد أن أساس هذا الاعتقاد كان مجرد ثلاثة أرقام رومانية غير مؤرخة لمقدار الممتلكات المطلوبة للخدمة، والتي اعتبرت بمثابة دليل على التخفيضات في حال وضعت ضمن ترتيب تنازلي. كذلك تخلى العديد من الباحثين الآن عن فكرة أن إيطاليا عانت من أي عجز في التجنيد خلال القرن الثاني قبل الميلاد، وهو ما كان سيدفعها للجوء إلى مثل هذه التخفيضات المزعومة.

## علم التأريخ

### نقد ما بعد الحرب
اعترضت مقالتان نشرهما المؤرخ الإيطالي إميليو غابا في عام 1949 وعام 1951 على وجهة النظر الموروثة المأخوذة من المصادر العائدة إلى القرن التاسع والتي رأت أن قرار ماريوس القاضي بتجنيد الفقراء لم يمثل تغيرًا ثوريًا، بل كان تتويجًا منطقيًا للتخفيضات التدريجية في مؤهلات الملكية في وجه النقص المزمن في أعداد المجندين. أفضت إصلاحات ماريوس المفترضة إلى إزالة آخر آثار مؤهلات المِلكية التي لم تعد ملزمة بمعظمها بحلول عام 107 ق.م.
من هذا المنطلق، كان إلغاء مؤهلات الملكية مجرد مرحلة أخرى من مراحل تطور الجيش الروماني في ركب الرحلة الطويلة للوصول إلى مرحلة الجيش المحترف خلال العصر الأغسطسي. عزا غابا شهرة الحادثة إلى تخوف معارضي ماريوس السياسيين من أن تفضي الخدمة التطوعية إلى تقويض الأساليب التقليدية الرامية لكسب الدعم السياسي، وذلك على خلفية انعدام المصادر التي أشارت إلى تغير الخلفية الاجتماعية للفيالق إلى حد كبير أو على الإطلاق.
كذلك قلل المؤرخون اللاحقون من أهمية هذه الإصلاحات. أشار المؤرخ الفرنسي جاك هارمان خلال ستينيات القرن العشرين إلى استمرار عملية اختيار (تجنيد) المجندين خلال القرن الثاني وحتى أواخر عهد الجمهورية، وهو ما قوض الافتراض السابق حول انتشار الخدمة التطوعية على نطاق واسع بعد عام 107 ق.م. كذلك شكك المؤرخ الكلاسيكي البريطاني بيتر برانت، في كتابه التجنيد الإيطالي الصادر عام 1971، في مدى انطباق أوصاف بوليبيوس على أوصاف الجيش خلال منتصف القرن الثاني، مشيرًا إلى أن العديد من تلك الجوانب كانت قديمة على نحو ملحوظ، وكان من غير الممكن أن تكون صحيحة إلا في مطلع القرن الثالث قبل الميلاد. أدت تقديرات غابا حول مستوى مؤهلات المِلكية وهجمات برانت على مصداقية بوليبيوس إلى دحض واحدة من الافتراضات الرئيسية التي توصل إليها الباحثون الألمان خلال القرن التاسع عشر ألا وهي أن الجيش البوليبيوسي ظل على حاله دون أي تغيير إلى حد كبير حتى عهد ماريوس. كذلك لم يجد برانت دليلًا يشير إلى استيلاء المتطوعين على الفيالق، وخلص بدلًا من ذلك إلى أن المجندين الأوفياء، الذين جمعوا من خلال التعبئة التقليدية، ظلوا مهيمنين.

### علم التأريخ المعاصر
بحلول أواخر القرن العشرين، اعتمد الظن في صحة الإصلاحات الماريوسية على أنها عكست النقص الحاصل في أعداد المجندين. وفي عام 1979، أظهر الباحث الكلاسيكي الأمريكي ويليام فيرنون هاريس أن معظم الشكاوى حول التجنيد الإجباري ظهرت خلال الحملات العسكرية التي لم تقدم سوى فرصًا قليلة للنهب. أدى هذا إلى إعادة صياغة دعوة ماريوس للمتطوعين في عام 107 ق.م. لتعكس عددًا أقل من الجنود، غير أنها عكست تراجع عمليات النهب إلى حد نسبي، وهو ما كان متوقعًا بالنسبة لأولئك الذين أدوا الخدمة في نوميديا. ومن ثم أظهر ج. دبليو ريتش في مقال نشره في مجلة هيستوريا عام 1983 أنه لا يوجد نقص عام في أعداد الجنود في إيطاليا، وأن لجوء ماريوس للتجنيد الطوعي كان له سابقة في واقع الأمر، وهو ما قوض الأساس المنطقي الرئيسي المقترح لتجنيد البروليتاري.